# Рахман, Инам-ур
Инам-ур Рехман (англ. Inam-ur Rahman, 23 ноября 1943, Бхопал, Британская Индия) — индийский хоккеист (хоккей на траве), нападающий. Бронзовый призёр летних Олимпийских игр 1968 года.

## Биография
Инам-ур Рахман родился 23 ноября 1943 года в индийском городе Бхопал.
Играл в хоккей на траве за Бенгалию.
В 1968 году вошёл в состав сборной Индии по хоккею на траве на Олимпийских играх в Мехико и завоевал бронзовую медаль. Играл на позиции нападающего, провёл 2 матча, мячей не забивал.
Игровая карьера Рахмана длилась 18 лет: в 1958 году он дебютировал в чемпионате Индии среди юношей, а в 1976 году сыграл в последнем матче за олимпийскую сборную Индии против сборной остальной страны.